# Václav Emanuel Horák

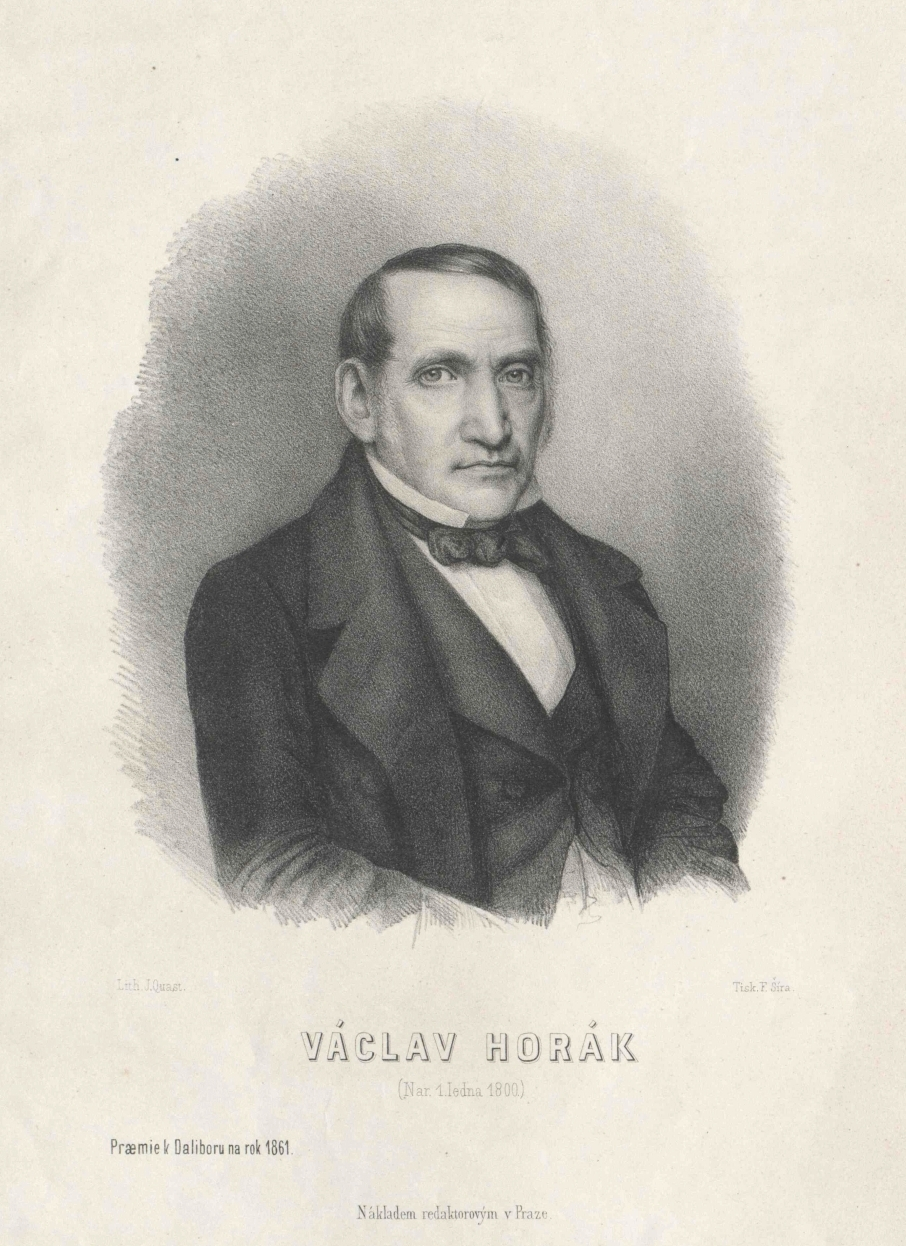
Václav Emanuel Horák, Lithographie von Jan Zachariáš Quast

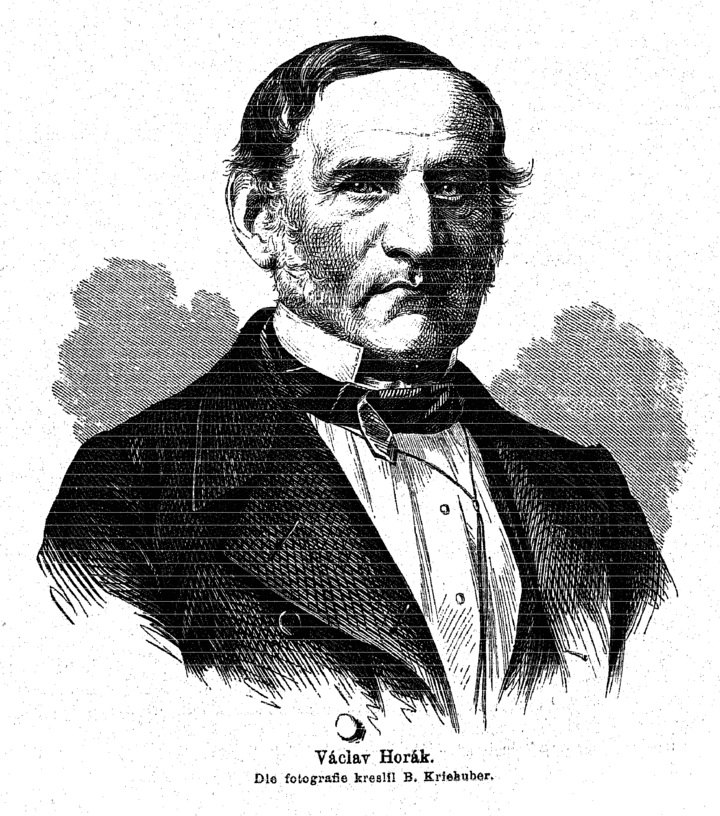
Václav Emanuel Horák

Václav (Wenzel) Emanuel Horák (* 1. Januar 1800 in Lobeč; † 3. September 1871 in Prag) war ein tschechischer Komponist, Kirchenmusiker und Pädagoge.

## Leben
Horák besuchte ab 1813 das Gymnasium in Prag und wirkte daneben als Sängerknabe und später als Choralist an der St. Niklas-Kirche in Prager Kleinseite. An der Prager Universität studierte er zuerst Philosophie und später Rechtswissenschaft. Der Wunsch, bei Johann Wenzel Tomaschek eine musikalische Ausbildung zu beginnen, blieb ihm jedoch aus finanziellen Gründen versagt. Erst später wurde er Schüler von Friedrich Dionys Weber und Johann August Wittassek. Um 1830 wurde Horák Organist an der Prager Dreifaltigkeitskirche und kurz darauf auch Lehrer an der Prager Orgelschule. 1833 wurde er Organist an der Teynkirche, 1837 Chordirektor an der Franziskanerkirche Maria Schnee und 1853 Regens chori an der Adalbertskirche. 1859 wurde ihm an der Teynkirche die Leitung der Kirchenmusik übertragen. Er war Ehrenmitglied vieler Vereinigungen und Akademien, so auch des Mozarteums in Salzburg.

## Werk
Horák ist stilistisch noch der Klassik zuzurechnen, vermutlich beruhte dies auf dem nachhaltigen Einfluss seiner Lehrer Weber und Wittasek, die wiederum stark von Mozart geprägt waren. Seine kirchenmusikalischen Werke – zwölf Messen, ein Requiem, eine Passion, Motetten und geistliche Lieder – waren zu seinen Lebzeiten weit verbreitet und werden noch heute aufgeführt. Daneben veröffentlichte er zwei Gesangsschulen und verfasste eine Schrift Über die Mehrdeutigkeit der Akkorde.